# Metylenklorid
Metylenklorid eller diklormetan (kemikere foretrækker stavemåderne methylenchlorid og dichlormethan), er farveløs, flygtig væske med en stærkt sødlig aroma.

## Fremstilling
Metylenklorid fremstilles ved at lade klor reagere med enten metan eller metylklorid ved 400-500 °C. Resultatet er en blanding af Metylenklorid samt metylklorid, kloroform og tetraklorkulstof, som efterfølgende skilles fra hinanden ved destillation.

## Tekniske anvendelser
Metylenklorid flygtighed og evne til at opløse en lang række organiske forbindelser gør det til et idéelt opløsningsmiddel for mange kemiske processer. Desuden bruges det til at fjerne maling og fedt/olie.
Stoffet bruges også i fødevareindustrien, f.eks. til at fjerne koffein fra kaffebønner til fremstilling af koffeinfri kaffe, og som pesticid i forbindelse med oplag af korn og jordbær. Af helbredshensyn leder man dog efter alternativer til stoffet for disse anvendelser.

## Sundhed og sygdom
Selv om metylenklorid er det mindst giftige af de simple klorerede kulbrinter, er stoffet ikke helt uskadeligt: Laboratorieforsøg med dyr peger i retning af at kronisk påvirkning af stoffet kan give kræft i lunger, lever og bugspytkirtel. Det er et mutagen som kan forårsage fødselsdefekter hvis moderen påvirkes af stoffet under graviditeten. Stoffet virker stærkt affedtende, og kan ved hudkontakt give eksem eller revnedannelse.
Langvarig hudkontakt med metylenklorid kan give irritation eller sår, fordi stoffet opløser hudens talg. I mange lande er der lovkrav om mærkning af produkter der indeholder metylenklorid.

## Historisk
Metylenklorid blev fremstillet første gang af den franske kemiker Henri Victor Regnault, som isolerede det fra en blanding af metylklorid og klor, som havde stået i sollys.